# Acacia dempsteri
Acacia dempsteri é uma espécie de leguminosa do gênero Acacia, pertencente à família Fabaceae.